# Markbass

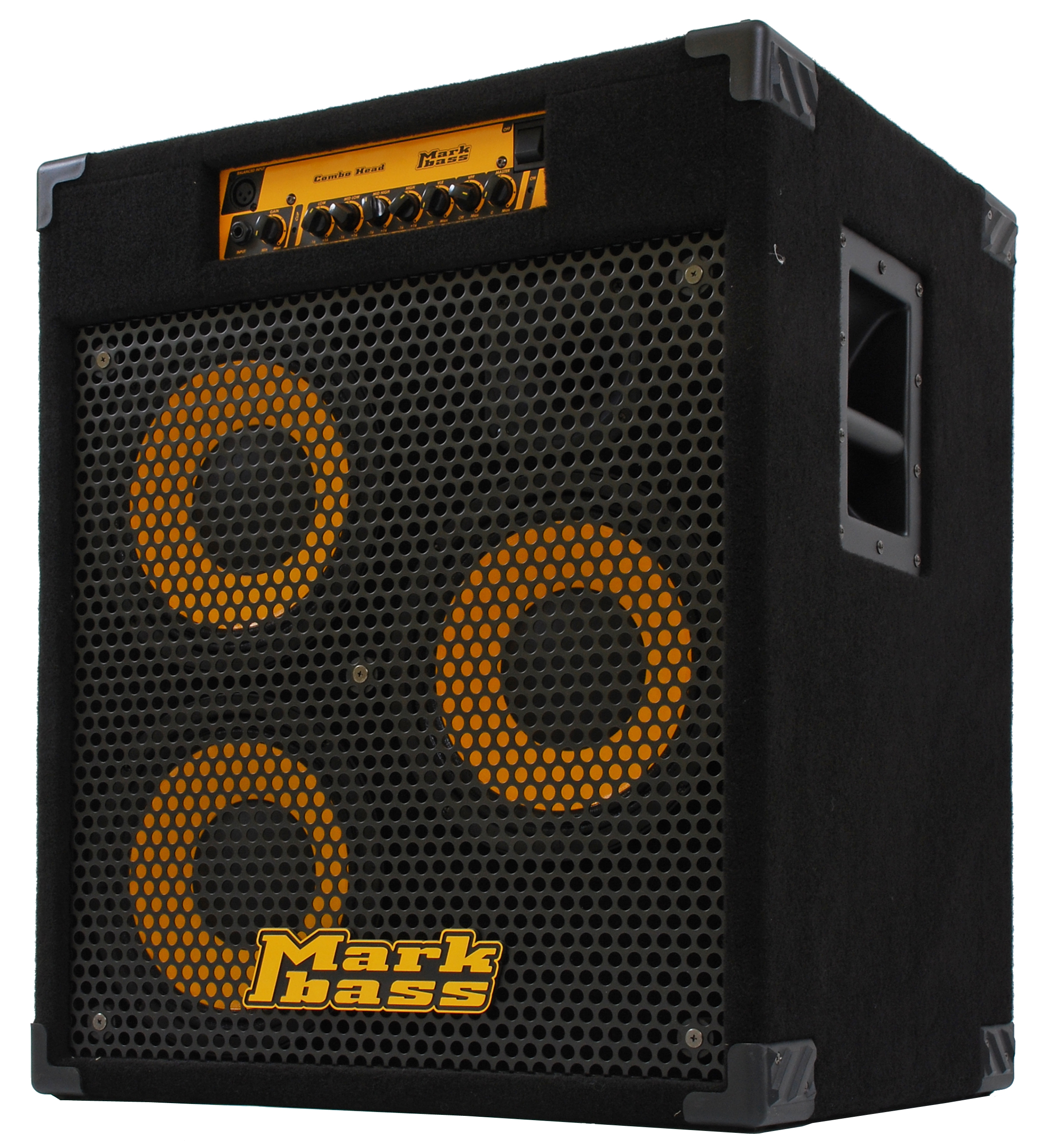
Ampli. Markbass

Markbass est une société de conception et fabrication d'amplificateurs pour guitare basse.
Markbass a été fondée en 2001 par Marco De Virgiliis en Italie. Marco était un ingénieur en électronique travaillant dans le domaine des télécommunications, et à la fin des années 1980, il décida de commencer à concevoir des amplis et baffles pour basse avec Sisinio Olivastri, aujourd'hui "Senior Engineer" pour Markbass.
Ils ont travaillé pendant plusieurs années à affiner leurs designs, en cherchant à créer des produits qui pourraient reproduire fidèlement le son de n'importe quel instrument branché dessus. La marque s'est d'abord nommée Parsek. À la fin des années 1990, Marco se lança dans un partenariat avec Ernie Ball et créa une marque nommée Audiophile. Pendant cette période, Marco a été un pionnier dans l'utilisation de haut-parleurs avec neodymium pour des baffles de basse, à travers un partenariat avec B&C speakers.
Après quelques années, Marco décida de fonder sa propre société, et Markbass est né.

## Exemples d'utilisateurs de la marque
- Linley Marthe[1]
- Dominique Di Piazza[2]
- Hadrien Feraud[3]
- Jeff Berlin[4]
- Richard Bona[5]
- Alain Caron[6]
- Naoto Shibata[7]

## Sources
- (en) F.A.Q du site de Markbass

1. ↑  (en) « MARKBASS  | Linley Marthe », sur MARKBASS | Bass Amplification (consulté le 3 novembre 2017)
2. ↑  (en) « MARKBASS  | Dominique Di Piazza », sur MARKBASS | Bass Amplification (consulté le 3 novembre 2017)
3. ↑  (en) « MARKBASS  | Hadrien Feraud », sur MARKBASS | Bass Amplification (consulté le 3 novembre 2017)
4. ↑  (en) « MARKBASS  | Jeff Berlin », sur MARKBASS | Bass Amplification (consulté le 3 novembre 2017)
5. ↑  (en) « MARKBASS  | Richard Bona », sur MARKBASS | Bass Amplification (consulté le 3 novembre 2017)
6. ↑  (en) « MARKBASS  | Alain Caron », sur MARKBASS | Bass Amplification (consulté le 3 novembre 2017)
7. ↑  (en-US) « Naoto Shibata – Anthem – Markbass » (consulté le 21 décembre 2022)